# Лукиновское муниципальное образование
Лукиновское сельское поселение — муниципальное образование со статусом сельского поселения в 
Жигаловском районе Иркутской области России. Административный центр — село Лукиново.

## Демография
По результатам Всероссийской переписи населения 2010 года
численность населения муниципального образования составила 179 человек, в том числе 94 мужчины и 85 женщин.

## Населённые пункты
- село Лукиново
- село Байдоново
- деревня Бачай